# Sarah Sokolovic
Pour les articles homonymes, voir Sokolovic.
 (avril 2024).
La mise en forme du texte ne suit pas les recommandations de Wikipédia : il faut le « wikifier ».
Les points d'amélioration suivants sont les cas les plus fréquents :
- Les titres sont pré-formatés par le logiciel. Ils ne sont ni en capitales, ni en gras.
- Le texte ne doit pas être écrit en capitales (les noms de famille non plus), ni en gras, ni en italique, ni en « petit »…
- Le gras n'est utilisé que pour surligner le titre de l'article dans l'introduction, une seule fois.
- L'italique est rarement utilisé : mots en langue étrangère, titres d'œuvres, noms de bateaux, etc.
- Les citations ne sont pas en italique mais en corps de texte normal. Elles sont entourées par des guillemets français : « et ».
- Les listes à puces sont à éviter, des paragraphes rédigés étant largement préférés. Les tableaux sont à réserver à la présentation de données structurées (résultats, etc.).
- Les appels de note de bas de page (petits chiffres en exposant, introduits par l'outil «  Source ») sont à placer entre la fin de phrase et le point final[comme ça].
- Les liens internes (vers d'autres articles de Wikipédia) sont à choisir avec parcimonie. Créez des liens vers des articles approfondissant le sujet. Les termes génériques sans rapport avec le sujet sont à éviter, ainsi que les répétitions de liens vers un même terme.
- Les liens externes sont à placer uniquement dans une section « Liens externes », à la fin de l'article. Ces liens sont à choisir avec parcimonie suivant les règles définies. Si un lien sert de source à l'article, son insertion dans le texte est à faire par les notes de bas de page.
- La présentation des références doit suivre les conventions bibliographiques. Il est recommandé d'utiliser les modèles {{Ouvrage}}, {{Chapitre}}, {{Article}}, {{Lien web}} et/ou {{Bibliographie}}. Le mode d'édition visuel peut mettre en forme automatiquement les références.
- Insérer une infobox (cadre d'informations à droite) n'est pas obligatoire pour parachever la mise en page.

Pour une aide détaillée, merci de consulter Aide:Wikification.
Si vous pensez que ces points ont été résolus, vous pouvez retirer ce bandeau et améliorer la mise en forme d'un autre article.
Sarah Sokolovic (née en 1980) est une actrice américaine de cinéma, de télévision et de théâtre, qui a joué dans Homeland dans le rôle de Laura Sutton et a un rôle récurrent dans Big Little Lies. Elle a joué dans plusieurs pièces, dont The Shaggs: Philosophy of the World, Detroit et Un tramway nommé Désir.

## Début de la vie
Sarah Sokolovic est diplômée en 2011 de la Yale School of Drama.[1] Son père est Dimso "Dan" Sokolovic, d'origine serbe[2] qui a immigré aux États-Unis depuis l'Allemagne, et sa mère est Donna Stowell, une Américaine d'origine allemande et anglaise.[3][4][5] Elle a un frère Stevan et une sœur Stéphanie.

## Carrière
Sarah Sokolovic a commencé sa carrière au théâtre, elle a interprété le rôle de Betty dans la comédie musicale The Shaggs: Philosophy of the World au Playwrights Horizons à New York, pour laquelle elle a été nommée pour le Drama Desk Award de la meilleure actrice vedette dans une comédie musicale. Plus tard, elle a joué dans la pièce Detroit au Playwrights Horizons avec Amy Ryan, David Schwimmer, John Cullum et Darren Pettie. En 2013, elle a joué dans Un tramway nommé Désir au Yale Repertory Theatre avec Adam O'Byrne.

### Cinéma et télévision
En 2013, Sokolovic a joué Gwen, une prostituée dans le thriller policier Cold Comes the Night, réalisé par Tze Chun et mettant en vedette Alice Eve et Bryan Cranston. Il a été publié au niveau national le 10 janvier 2014.[8]
En 2014, Sokolovic a joué Maveen Lyttle dans le film policier Every Secret Thing avec Diane Lane, Elizabeth Banks et Dakota Fanning, réalisé par Amy Berg et sorti le 15 mai 2015.
En juin 2015, Sokolovic a participé à la saison 5 de Homeland dans le rôle de Laura Sutton, une journaliste américaine à Berlin qui travaille pour la Fondation Düring.
Depuis 2017, elle joue le rôle de Tori Bachman dans l'émission télévisée primée Big Little Lies.
Sokolovic a également joué dans les séries télévisées The Good Wife, Timeless et Unforgettable.